# Coussapoa chocoensis
Coussapoa chocoensis är en nässelväxtart som beskrevs av José Cuatrecasas. Coussapoa chocoensis ingår i släktet Coussapoa och familjen nässelväxter. Inga underarter finns listade i Catalogue of Life.